# Bob Florence
Robert C. "Bob" Florence (ur. 20 maja 1932 w Los Angeles, zm. 15 maja 2008 w Los Angeles) – amerykański pianista, aranżer, lider zespołów jazzowych.
Rodzicami Boba byli Chester i Estelle Florence. W latach 20. XX w. Estelle grała na pianinie w kinach podczas niemych seansów filmowych. U Boba już w dzieciństwie stwierdzono słuch absolutny. Nie miał jeszcze 4. lat, gdy brał już pierwsze lekcje gry na fortepianie. Koncert, który dał mając lat 7 miał być początkiem kariery pianisty, jednak już podczas nauki w Los Angeles City College Florence został członkiem zespołu jazzowego.
Na początku swej kariery pracował jako pianista i aranżer dla Alvino Reya, Lesa Browne'a
i Dave'a Pella. Własny zespół założył pod koniec lat 50. XX w. grając w nim m.in. z Herbem Gellerem, Budem Shankiem, Frankiem Cappem i Bobem Enevoldsenem. Później działał dla wielu big-bandów występujących w okolicach Los Angeles, których liderami byli m.in. Harry James, Louie Bellson czy Sy Zentner. Dużo jednak nagrywał z muzykami sesyjnymi, komponował własne utwory i pisał nowe aranżacje.
Pod koniec lat 60. XX w. Florence występował w telewizji podczas różnych programów rozrywkowych prowadzonych przez np. Reda Skeltona, Andy'ego Williamsa czy Deana Martina. Akompaniował też podczas tournée takim wokalistom jak Julie Andrews, Jack Jones czy Vikki Carr.
W drugiej połowie lat 70. mniej już podróżował, występując z towarzyszeniem dużych zespołów, w tym pracując i nagrywając z Bob Florence Limited Edition, gdzie zebrał wielu świetnych instrumentalistów, dla których występy w jego zespole były rodzajem nobilitacji. Phil Norman powiedział: "There isn't a musician in town who wasn't delighted to get the chance to play one of Bob's charts,"
O skali jego umiejętności jako aranżera najlepiej świadczy fakt, iż przez lata swej muzycznej działalności Florence pracował dla tak różnych i znanych muzyków jak Harry James, Louie Bellson, Stan Kenton, Buddy Rich, Count Basie, Sérgio Mendes czy też zespołu muzycznego "Tonight Show" Doca Severinsena.
W 2000 Bob Florence otrzymał Nagrodę Grammy w kategorii Best Large Jazz Ensemble Performance. Dwukrotnie był też laureatem Nagrody Emmy. Już po śmierci, w 2010 przyznano mu kolejną Grammy za album Legendary w kategorii Best Large Jazz Ensemble Album.
W ostatnim okresie swego życia z powodu choroby nie mógł już pracować ze swym zespołem (ostatni występ Bob Florence Limited Edition odbył się w październiku 2007), ale do końca współpracował z Amerykańskim Stowarzyszeniem Kompozytorów, Autorów i Wydawców, International Association for Jazz Education oraz z Los Angeles Jazz Institute.
Jego żona miała na imię Evie, mieli troje dzieci i ośmioro wnuków.
Bob Florence zmarł w wieku 75 lat w wyniku ciężkiego zapalenia płuc.

## Dyskografia (wybór)
- 1956 Meet The Bob Florence Trio (Era)
- 1958 Name Band 1959 Bob Florence and His Orchestra, (Carlton)
- 1964 Here and Now (Liberty Records/Fresh Sound) grali m.in.: Bud Shank i Frank Capp
- 1980 Live at Concerts By The Sea (Trend)
- 1981 Westlake (Discovery)
- 1982 Soaring (Sea Breeze)
- 1983 Magic Time (Trend) wyd. 1984
- 1985 Trashcan City (Discovery)
- 1986 The Norwegian Radio Big Band meets Bob Florence (Odin)
- 1988 State of the Art (USA Music Group)
- 1992 Funupsmanship (MAMA Records)
- 1996 Earth (MAMA Records)
- 1998 Serendipity (MAMA Records)
- 2002 Another Side (MAMA Records)
- 2003 Whatever Bubbles Up (Summit Records)
- 2005 Friends, Treasures, Heroes (Summit Records)
- 2007 You Will Be My Music (MAMA Records)
- 2009 Legendary (MAMA Records)